# Solenocera bifurcata
Solenocera bifurcata is een tienpotigensoort uit de familie van de Solenoceridae. De wetenschappelijke naam van de soort is voor het eerst geldig gepubliceerd in 1999 door Dall.